# Elcykel

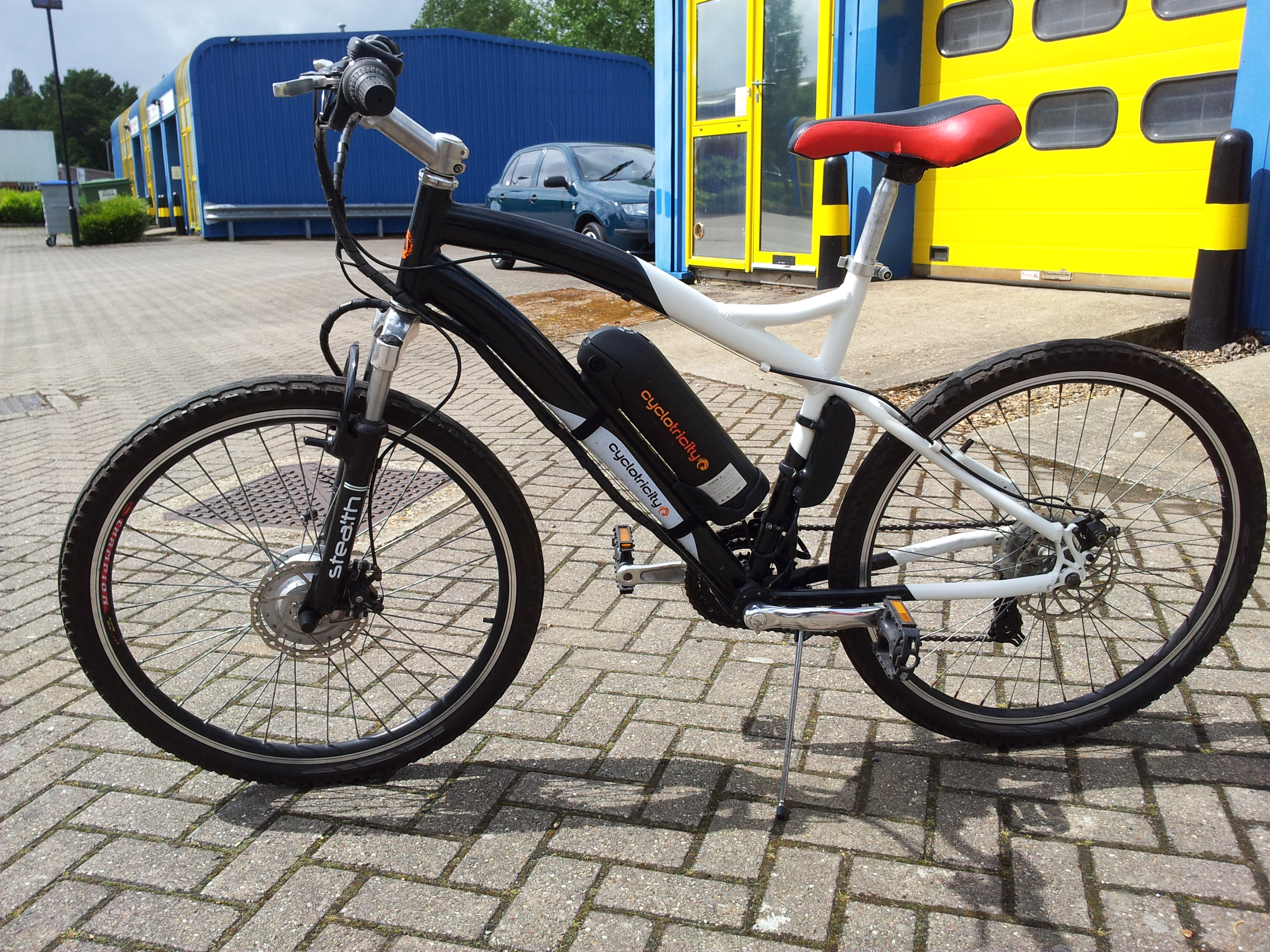
En mountainbike som elcykel

Elcykel är en trampcykel som har försetts med en elektrisk motor som förstärker cyklistens trampkraft och som verkar endast då pedalerna rör sig. Cyklisten trampar som vanligt, men utan tungt motstånd och man kan lättare cykla långa sträckor, uppför backar och i motvind.

## Elcykelns konstruktion
Många typer av cyklar finns på marknaden som elcykel, bland annat trehjulingar. Fram- eller bakhjul liksom vevpartiets klinga kan förses med elmotor. Det vanliga är att elmotorn har ett stort arbetsområde och arbetar på en växel. Cyklisten växlar cykeln traditionellt för sin manuella trampkraft.
Det vanligaste är att en borstlös elmotor används. Energin lagras i ett batteri, oftast ett litiumjonbatteri med drivspänning mellan 24 och 36 volt. Mikroelektronik med valbara program hjälper på vissa modeller till att dosera kraften till motorn. Då kan kraften i batteriet räcka länge, upp till cirka 17 mil. Energiåtgången kan i allmänhet följas på en indikator på styret.
Elcykeln laddas med en särskild laddare från ett vanligt eluttag. Laddningstiden brukar vara mellan några timmar till cirka 8 timmar. Ett litiumjonbatteri fungerar ungefär 1 000 laddningscykler. Batteriet sitter på de flesta modeller som en löstagbar kassett för smidig laddning.

## Elcyklar i Sverige
För att räknas som cykel får en elcykel ha max 250 W tillförd effekt och elmotorn får inte ge någon ytterligare kraft när hastigheten 25 km/h uppnåtts. Permobiler och Segway är exempel på fordon som går under elcykelreglementet i Sverige. Om elcyklar inte har "PAS" (Pedal Assistance System) får den assisterade topphastigheten vara max 20 km/h. Ett fordon som därigenom räknas som cykel täcks av hemförsäkringen.
Vid högre prestanda klassas fordonet som moped klass I (vid assisterad hastighet upp till 45 km/h) eller klass II (vid motorstyrka mellan 250 och 1000 W men assisterad hastighet högst 25 km/h). Då krävs trafikförsäkring, enligt lag sedan den 23 december 2023, och att föraren bär hjälm. Föraren måste ha förarbevis för moped, traktorkort eller körkort. Är elcykeln en moped klass I kallas den ibland även för speedbike, och måste ha registreringsskylt, får inte framföras på cykelbana och måste ha backspeglar. För trafikförsäkring (mopedförsäkring) kan det krävas att fordonet har ett typgodkännande i Europa (Certificate of Conformity(en), CoC, som verifierar tillverkarens CE-märkning). Typgodkännande kräver en ansökan till Transportstyrelsen.
Om man stänger av elsystemet fungerar elcykeln som en vanlig cykel.I Sverige såldes det 87 670 elcyklar år 2023 vilket är 16 % av det totala mängden elcyklar. I jämförelse med andra EU-länder som Holland så ligger Sverige efter då elcyklar står för 60 % av marknaden där.